# Skamandros

Landkarte der Troas

Der Skamandros, auch Skamander genannt, ist ein antiker Fluss in der kleinasiatischen Landschaft Troas. Heute heißt der Fluss Karamenderes Çayı.
Er entspringt im Ida-Gebirge und mündet nördlich von Kumkale in die Dardanellen. An seinem Ufer liegt die archäologische Fundstelle Troja sowie etwas näher der Mündung der vorgeschichtliche Siedlungshügel Kumtepe. Der Simoeis, der zweite Fluss bei Troja, mündet in diesen.
In der Ilias des Homer ist Skamandros der Flussname unter den Menschen, von den Göttern wird er Xanthos genannt. In der griechischen Mythologie wird er durch den gleichnamigen Flussgott personifiziert. Dieser ist ein Sohn des Okeanos und der Tethys. Als Vater des Teukros und der Strymo wird er zum Stammvater der Trojaner.

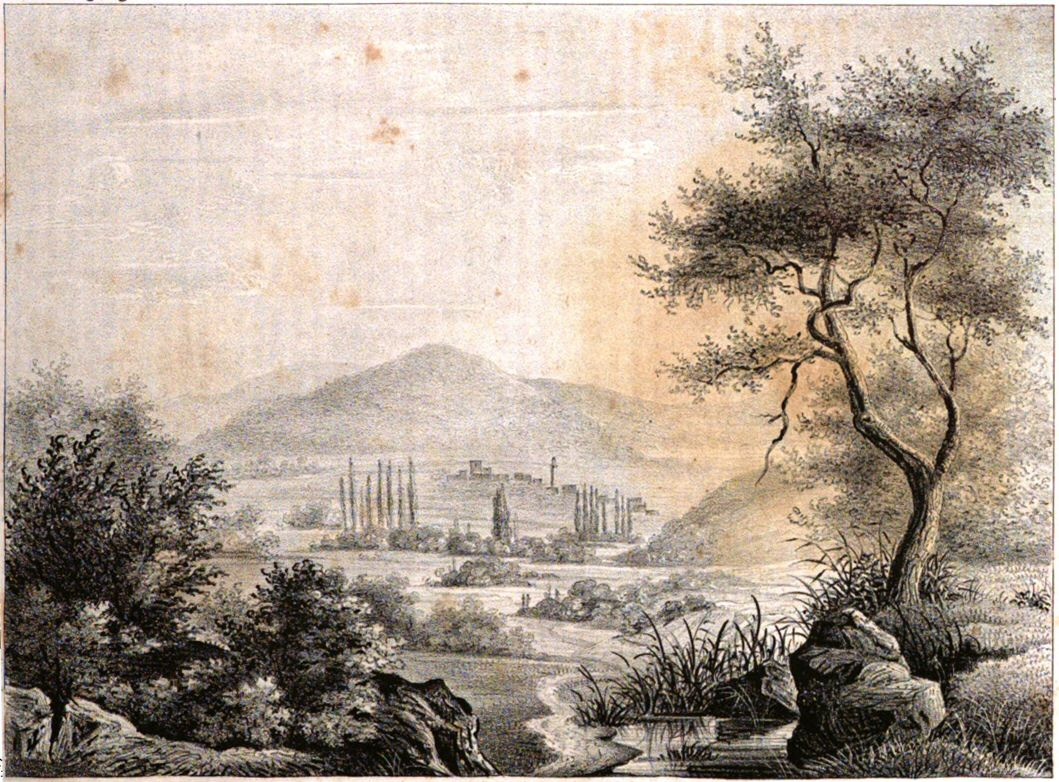
Der Skamandros nahe seiner Quelle (1835)
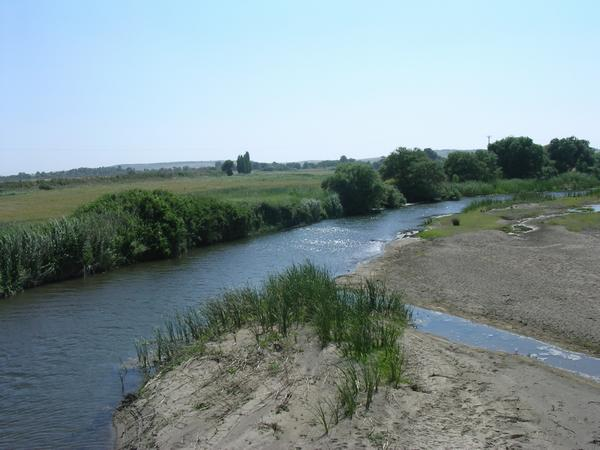
Der Skamandros nordwestlich von Troja